# Pasadena, California
Pasadena este un oraș în comitatul Los Angeles, statul California, SUA. Este amplasat la altitudinea de 263 m, la poalele masivului muntos San Gabriel (altitudine maximă: Vârful San Antonio, 3.067 m). Localitatea a fost întemeiată în anul 1873, în prezent întinzându-se pe o suprafață de 60 km², din care 59,8 km² este uscat. În anul 2004, orașul avea 144.068 de locuitori (cu o densitate de 2.409,2 loc./km²). În 1994, aici a avut loc finala Campionatului Mondial de Fotbal câștigată de Brazilia în fața Italiei.

## Clima
| Date climatice pentru Pasadena, California (1971–2000; extreme din 1927) | Date climatice pentru Pasadena, California (1971–2000; extreme din 1927) | Date climatice pentru Pasadena, California (1971–2000; extreme din 1927) | Date climatice pentru Pasadena, California (1971–2000; extreme din 1927) | Date climatice pentru Pasadena, California (1971–2000; extreme din 1927) | Date climatice pentru Pasadena, California (1971–2000; extreme din 1927) | Date climatice pentru Pasadena, California (1971–2000; extreme din 1927) | Date climatice pentru Pasadena, California (1971–2000; extreme din 1927) | Date climatice pentru Pasadena, California (1971–2000; extreme din 1927) | Date climatice pentru Pasadena, California (1971–2000; extreme din 1927) | Date climatice pentru Pasadena, California (1971–2000; extreme din 1927) | Date climatice pentru Pasadena, California (1971–2000; extreme din 1927) | Date climatice pentru Pasadena, California (1971–2000; extreme din 1927) | Date climatice pentru Pasadena, California (1971–2000; extreme din 1927) |
| Luna                                                                     | Ian                                                                      | Feb                                                                      | Mar                                                                      | Apr                                                                      | Mai                                                                      | Iun                                                                      | Iul                                                                      | Aug                                                                      | Sep                                                                      | Oct                                                                      | Nov                                                                      | Dec                                                                      | Anual                                                                    |
| ------------------------------------------------------------------------ | ------------------------------------------------------------------------ | ------------------------------------------------------------------------ | ------------------------------------------------------------------------ | ------------------------------------------------------------------------ | ------------------------------------------------------------------------ | ------------------------------------------------------------------------ | ------------------------------------------------------------------------ | ------------------------------------------------------------------------ | ------------------------------------------------------------------------ | ------------------------------------------------------------------------ | ------------------------------------------------------------------------ | ------------------------------------------------------------------------ | ------------------------------------------------------------------------ |
| Maxima istorică °F (°C)                                                  | 93 (34)                                                                  | 92 (33)                                                                  | 98 (37)                                                                  | 105 (41)                                                                 | 103 (39)                                                                 | 110 (43)                                                                 | 110 (43)                                                                 | 107 (42)                                                                 | 113 (45)                                                                 | 108 (42)                                                                 | 101 (38)                                                                 | 93 (34)                                                                  | 113 (45)                                                                 |
| Maxima medie °F (°C)                                                     | 67.8 (19,9)                                                              | 70.3 (21,3)                                                              | 71.3 (21,8)                                                              | 76.0 (24,4)                                                              | 78.2 (25,7)                                                              | 84.0 (28,9)                                                              | 89.4 (31,9)                                                              | 90.6 (32,6)                                                              | 88.5 (31,4)                                                              | 82.5 (28,1)                                                              | 73.8 (23,2)                                                              | 68.0 (20)                                                                | 78,4 (25,8)                                                              |
| Minima medie °F (°C)                                                     | 44.3 (6,8)                                                               | 45.9 (7,7)                                                               | 47.2 (8,4)                                                               | 50.0 (10)                                                                | 53.5 (11,9)                                                              | 57.4 (14,1)                                                              | 61.1 (16,2)                                                              | 62.0 (16,7)                                                              | 60.6 (15,9)                                                              | 55.2 (12,9)                                                              | 48.1 (8,9)                                                               | 44.1 (6,7)                                                               | 52,5 (11,4)                                                              |
| Minima istorică °F (°C)                                                  | 19 (−7)                                                                  | 15 (−9)                                                                  | 23 (−5)                                                                  | 31 (−1)                                                                  | 32 (0)                                                                   | 41 (5)                                                                   | 45 (7)                                                                   | 43 (6)                                                                   | 41 (5)                                                                   | 36 (2)                                                                   | 26 (−3)                                                                  | 21 (−6)                                                                  | 15 (−9)                                                                  |
| Ploaie inches (mm)                                                       | 4.48 (113.8)                                                             | 5.00 (127)                                                               | 4.38 (111.3)                                                             | 1.22 (31)                                                                | 0.45 (11.4)                                                              | 0.21 (5.3)                                                               | 0.05 (1.3)                                                               | 0.21 (5.3)                                                               | 0.48 (12.2)                                                              | 0.65 (16.5)                                                              | 1.50 (38.1)                                                              | 2.46 (62.5)                                                              | 21,09 (535,7)                                                            |
| Nr. mediu de zile ploioase (≥ 0.01 inch)                                 | 7.2                                                                      | 6.7                                                                      | 7.7                                                                      | 4.1                                                                      | 2.8                                                                      | 1.6                                                                      | 0.5                                                                      | 0.7                                                                      | 1.7                                                                      | 2.6                                                                      | 3.4                                                                      | 4.8                                                                      | 43,8                                                                     |
| Sursa nr. 1: NOAA                                                        |                                                                          |                                                                          |                                                                          |                                                                          |                                                                          |                                                                          |                                                                          |                                                                          |                                                                          |                                                                          |                                                                          |                                                                          |                                                                          |
| Sursa nr. 2:                                                             |                                                                          |                                                                          |                                                                          |                                                                          |                                                                          |                                                                          |                                                                          |                                                                          |                                                                          |                                                                          |                                                                          |                                                                          |                                                                          |

## Personalități marcante
- Kate Linder, actriță
- Chris McAlister, jucător de fotbal american
- F. O. Matthiessen, literat
- George Nader, actor
- Carla Overbeck, jucător de fotbal
- Chris Pontius, artist
- Kevin Poulsen, spion
- Kathleen Quinlan (n. 1954), actriță
- Bill Richardson, politician
- Christian Serratos, actriță
- Johnny Sheffield, actor
- Jamey Sheridan, actor
- Max Elliott Slade, actor și muzician
- Fred Thomson, preot și actor
- Jaleel White, actor
- Steve Carlson, cântăreț
- Darryl Stephens, actor
- John Clauser (n. 1942), fizician, Premiul Nobel pentru Fizică;
- Brodus Clay (n. 1973), wrestler;
- Tyler Dorsey (n. 1996), baschetbalist.